# Tremelo
Tremelo è un comune belga di 13 904 abitanti nelle Fiandre (Brabante Fiammingo).

La cittadina è famosa per aver dato i natali a San Damiano De Veuster, presbitero dei Picpus, missionario a Molokai, un'isola della Hawaii.